# Charles Blanc
Charles Blanc (Castres, Tarn, Francia, 4 de noviembre de 1813 - París, Francia, 17 de enero de 1882) fue un grabador, historiador y crítico de arte, escritor y político francés. Era el hermano menor del político Louis Blanc. 
Estudió en París en el taller del grabador Luigi Calamatta y redactaba informes de grandes exposiciones, artículos y críticas para las revistas Le Bon Sens(cuyo redactor jefe era su hermano, Louis Blanc), Revue du progrès, Courrier français y L'Artiste.  Después de la revolución de febrero de 1848, se convirtió en director de Bellas Artes del gobierno de la II República francesa hasta 1852, puesto que volverá a ocupar durante la III República, de 1870 a 1873. Fue profesor de historia comparada de la arquitectura en la Escuela Superior de Arquitectura de 1865 a 1867, año en el que ingresa como miembro de la Academia de Bellas Artes. En 1876 es elegido miembro de la Academia Francesa y de 1878 a 1881, poco antes de su muerte, fur profesor en el Collège de France donde era titular de la cátedra de Estética e Historia del Arte.
Publicó una serie de importantes libros sobre la luz y el color, y la primera historia del arte ilustrada, L'Histoire des peintres de toutes les écoles depuis la Renaissance jusqu'à nos jours. Sus obras más destacadas, Grammaire des arts du dessin et Grammaire des arts décoratifs, resumen su producción estética de forma didáctica. Fue una gran influencia del pintor Georges Pierre Seurat, quien se basó en sus tratados sobre la fragmentación de la luz y del color para elaborar su técnica puntillista.